# Buková (vodní nádrž)
Buková je přehradní nádrž v okrese Trnava na západním Slovensku na potoce Hrudky. Nachází se v Bukovské kotlině nedaleko obce Buková ve střední části Malých Karpat. Přehrada slouží především k zavlažování níže položených obcí (Plavecký Peter, Plavecký Mikuláš atd.). Kromě toho slouží také k rybolovu a k rekreaci. Pravý břeh je obsypaný chatami a nachází se na něm i autokemp. Okolí přítoku je podmáčené. Část okolí nádrže bylo vyhlášeno za přírodní rezervaci Buková.
Přímo nad přehradou ční nejvyšší hora Malých Karpat Záruby. V jeho bezprostřední blízkosti se pak nachází zřícenina Ostrý Kameň, která v minulosti sloužila jako letní sídlo grófa Pálffyho.